# Manolescu (1929)
Manolescu, auch unter der Langform Manolescu – der König der Hochstapler bekannt, ist ein deutscher Stummfilm aus dem Jahre 1929 von Viktor Tourjansky. Die Titelrolle spielt Iwan Mosjukin.

## Handlung
Paris an einem frühen Morgen. Der elegante Lebemann und Hochstapler, Hoteldieb und Herzensbrecher Georges Manolescu verlässt die französische Hauptstadt. Wieder einmal hat er die Hotelrechnung geprellt, denn er ist so gut wie pleite. Per Zug reist er nach Monte-Carlo. Während dieser Fahrt lernt er die blonde, verführerische Cleo kennen, die wie er auf der Flucht ist. Sie allerdings versucht ihrem ruppigen Liebhaber Jack, einem Bären von Mann, zu entkommen. Kaum in Monte-Carlo angekommen, ist Cleo verschwunden. In einem Hotel trifft er sie wieder. Manolescu checkt in der Nobelherberge unter falschem Namen ein und verschafft sich, für einen Einbrecher und Dieb ein Leichtes, unerlaubt Zugang zu ihrer Suite. Zu diesem Zeitpunkt sitzt die Schöne gerade in der Wanne und nimmt ein Bad, nicht ahnend, dass sich ein Fremder in ihrem Appartement befindet. Als Cleo Manolescu sieht, spielt sie die Empörte. Doch bald nehmen die beiden miteinander Tuchfühlung auf.
Es klopft an der Zimmertür, Cleo bekommt einen weiteren ebenso unerwarteten und in diesem Fall höchst unerwünschten Besuch: Jack steht mit Blumen in der Hand vor ihr und will ins Hotelzimmer. Um einer Konfrontation aus dem Wege zu gehen und einer Weisung Cleos folgend, versteckt sich Manolescu auf ihrem Hotelzimmerbalkon. Jack bestürmt Cleo mit seiner ihm eigenen, grobschlächtigen Art, während Manolescu die Gelegenheit an der Frischluft nutzt, vom Balkon aus in das Zimmer einer Dame zu lugen, die soeben ihren Schmuck wegpackt.
Jack kann Cleo dazu überreden, mit ihr zu dinieren. Als der bullige Kerl sie abholen will, ertappt er Cleo und Manolescu in einer zu Missverständnissen Anlass gebenden Situation. Augenblicklich stürzt Jack auf Manolescu zu und holt einen Revolver heraus. Erst als das Hotelpersonal eingreift, kann die Situation unter Kontrolle gebracht werden. Jack wird wegen seiner Tätlichkeit und des unerlaubten Waffenbesitzes verhaftet und ist somit für längere Zeit aus dem Verkehr gezogen. Manolescu und Cleo beschließen, fortan zusammenzubleiben. Cleos Moralvorstellungen sind ähnlich unterentwickelt wie die ihres neuen Liebhabers. Beide halten sich mit dem Vertrieb von Falschgeld über Wasser. Cleo erwartet nichts anderes als ein Leben in Luxus. Während eines Opernbesuches tauschen sie mit einem Trick die Perlenkette einer Dame gegen eine billige Imitation aus. Nun gerät Manolescu dank seiner Diebestouren und windigen Geschäfte in die Schlagzeilen der Zeitungen. Seine Raubzüge machen Furore, er wird zur Fahndung ausgeschrieben. Nur dank seiner Verkleidungskünste kann er der Staatsgewalt stets ein Schnippchen schlagen und sich seiner Verhaftung entziehen.
Wieder in Paris, wird Cleo von einem Freund Jacks entdeckt. Der rennt sofort zu dem wieder auf freiem Fuß befindlichen Ex-Lover der Gaunerin, woraufhin dieser finstere Pläne schmiedet, um sich an Cleo zu rächen. Cleo und Manolescu beginnen zu streiten, da der Gentlemanganove allmählich von diesem Leben auf der Flucht und der ständigen Maskeraden genug hat. Cleo hingegen sucht noch immer das große Abenteuer und nennt ihn einen Feigling. Nach einiger Zeit der Suche hat Jack Cleo in einem Hotelzimmer ausfindig gemacht. Am liebsten würde er die Ungetreue augenblicklich erwürgen, doch sie nimmt ihm allen Wind aus den Segeln, umarmt und küsst ihn stürmisch. Jacks Zorn ist rasch verraucht, er erhofft sich einen Neubeginn beider Beziehung. Als Manolescu unerwartet eintritt, schlägt ihn der impulsive Jack nieder. Schwer am Kopf verletzt, wacht Manolescu im Krankenhaus wieder auf. Dort hat er einen wüsten Alptraum, in dem er wegen all seiner Vergehen vor Gericht gezerrt wird.
Die dunkelhaarige Krankenschwester Jeanette, das absolute Gegenteil von der mondänen und skrupellosen Blondine Cleo, pflegt ihn mit liebevoller Hingabe gesund. Sie verbringt jetzt viel Zeit mit Manolescu. Doch die Polizei hat derweil nicht geschlafen, eine heiße Spur führt direkt zu ihm. Am Krankenbett erhält der Gauner Besuch von Cleo. Jeanette, die sofort spürt, dass Cleo ihre Macht über ihren Patienten zurückgewinnen will, verlässt das Zimmer. Cleo bittet Manolescu um Verzeihung und warnt ihn vor der Gefahr einer bevorstehenden Verhaftung. Trotz falschen Namens und seiner Verkleidungen werde ihn ein in der Zeitung veröffentlichtes Fahndungsfoto womöglich demnächst auffliegen lassen. Manolescu ist wütend und poltert los. Er gibt Cleo die Schuld an dieser verheerenden Entwicklung. Jeanette kehrt angesichts dieses Lärms ins Krankenzimmer zurück und fordert Cleo auf, zu gehen, da ihr Patient unbedingt der Ruhe bedürfe. Der ihn behandelnde Krankenhausarzt schickt Manolescu zur Kur in die Schweizer Berge. Schwester Jeanette wird ihn begleiten.
Aus der Kur wird eine Liebesreise, aus Manolescu und Jeanette ein kurzzeitig glückliches Paar. Dann taucht auf einmal Cleo unerwartet auf. Es kommt zu einer hässlichen Eifersuchtsszene. Manolescu weist Cleo zurück. Die aber will sich das nicht bieten lassen und sinnt auf Rache, indem sie ihren Ex-Lover an die Kripo verrät. Während Manolescu und Jeanette gemeinsam den Jahreswechsel feiern, klopfen zwei Polizeibeamte in Zivil an die Tür. Manolescu bittet die Herren, aus Rücksicht vor der noch immer unwissenden Jeanette, seine Verhaftung auf die Zeit nach Mitternacht zu verschieben. Die ihn fragend anschauende Krankenschwester speist er mit der Notlüge ab, dass sich die beiden Männer, die nunmehr zu „Gästen“ der Silvesterparty geworden sind, sich im Schnee verirrt hätten. Währenddessen kehrt Cleo reumütig zu Jack zurück. Als er von ihr erfährt, dass sie Manolescu an die Polizei verraten habe, wird dieser sehr still und schickt Cleo fort. Während des finalen Tanzes bemerkt Jeanette die Polizeimarke, die unter der Jacke einer der beiden „Gäste“ hervorlugt. Nun versteht sie die Zusammenhänge. Der Neujahrsmorgen ist angebrochen, und Georges muss den Männern in Zivil folgen. Jeanette bleibt regungslos, sie ist ebenso geschockt wie tieftraurig. Die Polizisten fahren im Schlitten mit Manolescu in Gewahrsam durch die Winternacht davon. Jeanette läuft in die Kälte hinaus und ruft ihrem Geliebten nach, dass sie auf ihn warten werde.

## Produktionsnotizen und Wissenswertes
- Manolescu entstand in der ersten Jahreshälfte 1929 in den UFA-Studios in Neubabelsberg mit Außendrehorten in St. Moritz und Monte-Carlo. Der Film passierte am 23. Juli 1929 die Filmzensur und erhielt Jugendverbot. Die Uraufführung des Neunakters mit einer beträchtlichen Länge von 3116 Metern erfolgte am 22. August 1929 im Berliner Gloria-Palast.
- Robert Herlth und Walter Röhrig schufen die Filmbauten, René Hubert zeichnete für die Kostüme verantwortlich.
- Brigitte Helm klagte angesichts ihrer neuerlichen femme-fatale-Besetzung, Nacktszene im Badezuber inklusive, gegen die UFA. Im September 1929 kam es deswegen zu einem Prozess, in dem Helm wie folgt klagte: „Unter Tränen habe ich die Ufa gebeten, mich nicht immer als Vamp herauszustellen – ich will nicht immer Vamp sein – ich habe in Nina Petrowna doch auch gezeigt, daß ich anderes kann. Als ich die Rolle in Manolescu bekam, da habe ich sie zurückgegeben, weil sie unanständige Szenen enthielt, die ich nicht spielen wollte. Die Rolle wurde dann umgearbeitet, die unanständigen Szenen blieben trotzdem. Sie wurden dann aber von einer anderen Schauspielerin gegeben.“[1]
- Am 11. März 2022 war der Film Teil der Infotainment-Show Die Referate Show des Livestream-Kanals Rocket Beans TV und erzielte mit Referent Florentin Will den 3. Platz mit rund 14 % der Zuschauerstimmen.[2]

## Realer Hintergrund
Manolescu fußt lose auf der Lebensgeschichte des gleichnamigen Rumänen, der im ersten Jahrzehnt des 20. Jahrhunderts als Dieb die Berliner Hotelszene unsicher gemacht hatte. Ihm wurde wenig später der Prozess gemacht, schließlich landete der Hochstapler in einer psychiatrischen Klinik. 1905, als er aus dem Gefängnis entlassen wurde, erschienen die Memoiren des Georges Manolescu, „Ein Fürst der Diebe“ und „Gescheitert. Aus dem Seelenleben eines Verbrechers“, die zu Bestsellern wurden.

## Kritiken
„Ein erprobter Regisseur, Tourjansky, Brigitte Helm und Dita Parlo, blond und schwarz, die beiden ganz großen Sex-appeal-Nummern des deutschen Films; Iwan Mosjukin in der Titelrolle und eine Menge guter Chargenspieler, und endlich Heinrich George, den man auf der Bühne und im Film einfach lieben muß … Die Auspizien, unter denen dieser Film startete, hätten kaum besser sein können. Er war eine schwere Enttäuschung Mit unglaublicher Beharrlichkeit ging vor allem das Drehbuch an jeder halbwegs interessierenden Möglichkeit vorbei. (…) Eine einzige Szene hält in Atem, ein Fiebertraum des Helden, eine Gerichtsverhandlung, in der das Schwarze weiß und das Weiße schwarz erscheint: Symbolik durch einen rein fotografischen Trick zum suggestiven Ausdruck gebracht; diese Bilder wurden nämlich im Negativ aufgenommen.“

„Die Geschichte des internationalen Spielers, Abenteurers und Hoteldiebs Manolescu ist ein glänzender Stoff für den Film. Hier wurde er vollkommen verhauen. Man erinnert sich, vor Jahren einmal einen Manolescu-Film mit Conrad Veidt gesehen zu haben. Der war viel besser, wirkungsvoller und amüsanter als dieses neueste, allerdings raffiniert photographierte Produkt der Ufa. Man weiß gar nicht, was das soll. Manolescu benimmt sch wie ein dummer Junge. Es werden Auftritte wie in veralteter Theatermanier arrangiert. Es fehlt jedes Tempo, der Bildschnitt ist konventionell und langweilig. Brigitte Helm stolziert als Garbo-Ersatz, als prima amerikanischer Vamp durchs Bild. Mosjukin als Manolescu ist farblos, Heinrich George nur manchmal von tiefer Menschlichkeit. Ein überflüssiger Film mehr.“

„Man erwartet den Bericht über den Arbeitstag eines Hochstaplers, Details über seine Lebensführung, aus seinem Milieu, aus seinem Handwerk. Das hätte interessiert. Was folgt, ist Roman, gewöhnlicher Hochstaplerroman. Hochstapelei aus Leidenschaft für eine Frau, nicht aus Abenteuerlichkeit und nicht aus Leidenschaft für das Gewerbe. Der Film bleibt immer noch ein herrliches Material. In den Milieus: Luxuszüge, Luxushotels, Monte Carlo, Riviera; der Rausch der Großstädte, ihre Schönheit und ihr verwirrendes Leben: Paris, London, Berlin. Die Kamera umspielt immer wieder neue Bilder von einem Dasein mitten im großen Leben, wie sie geträumt werden. Aber sie wirbelt vorbei, hält nie fest, wird nie bestimmt. Es bleiben interessante Schauspieler. Mosjukin ist sympathisch, interessiert menschlich … aber er bleibt immer nur sympathisch, er deckt sich nicht auf. Heinrich George ist in Bewegungen und in den Übergängen … oft herrlich, doch eine Gestalt ohne Schicksal und ohne Entwicklung. Brigitte Helm ist nicht aufreizend, verführerisch und spielerisch, sondern herb, rein, still und leicht selbstverwirrt.“